# Ozark Premier
Ozark Premier es una variedad cultivar de ciruelo (Prunus salicina), de las denominadas ciruelas japonesas (aunque las ciruelas japonesas en realidad se originaron en China, fueron llevadas a los EE. UU. a través de Japón en el siglo XIX).
Una variedad que crio y desarrolló en la "Estación Experimental de Frutas del Estado de Missouri" antes de 1946, siendo un híbrido de 'Burbank' X 'Methley'.
Las frutas son de tamaño grande a muy grande, piel firme con un color rojo brillante, sutura poco profunda, tienen una pulpa de color amarilla con textura semi firme, jugosa, suave, sabor dulce. Tolera las zonas de rusticidad según el departamento USDA, de nivel 5 a 9.

## Sinonimia
- "Ozark Premier Japanese Plum".

## Historia
Las denominadas ciruelas japonesas con base de Prunus salicina son variedades de ciruela, que fue desarrolladas y cultivada por primera vez en el jardín del famoso horticultor Luther Burbank en Santa Rosa (California). Burbank realizaba investigaciones en su jardín personal y era considerado un artista del fitomejoramiento, que intentaba muchos cruces diferentes mientras registraba poca información sobre cada experimento.
Las ciruelas 'Ozark Premier' se desarrollaron mediante una hibridación de 'Burbank' como "Parental Madre" x polen de 'Methley' como "Parental Padre". La variedad 'Ozark Premier' fue introducida comercialmente por la "Estación Experimental de Frutas del Estado de Missouri" en 1946.

## Características
'Ozark Premier' árbol medio y vigoroso, siendo su fuerte crecimiento extendido una característica notable de la variedad, extendido, bastante productivo. Flor delgada, purpúrea, en su polinización, mejora con buenos polinizadores tal como 'Golden Japan', 'Friar', 'Santa Rosa' y 'Laroda', que tiene un tiempo de floración que comienza a partir del 18 de abril con el 10% de floración, para el 21 de abril tiene una floración completa (80%), y para el 8 de mayo tiene un 90% de caída de pétalos.
'Ozark Premier' tiene una talla de fruto grande a muy grande, de forma redondeada, ligeramente asimétrica; epidermis tiene una piel firme con un color rojo brillante, sutura poco profunda, y ápice ligeramente puntiagudo, cavidad medianamente poco profunda, abruptamente redondeada; pulpa de color amarilla con textura semi firme, jugosa, suave, sabor dulce.
Hueso semi adherente, mediana a grande, plana, puntiaguda, casi lisa, zona pistilar apuntada, asimétrico.
Su tiempo de recogida de cosecha se inicia en su maduración de segunda decena de agosto. Las ciruelas 'Ozark Premier' son firmes cuando están maduras.

## Usos
Las ciruelas 'Ozark Premier' son buenas en fresco para comer directamente del árbol, calidad de primera, también muy buenas en postres de cocina como tartas y pasteles, y se  utilizan comúnmente para hacer conservas y mermeladas.